# Shirley Temple (cocktail)
Een Shirley Temple is een mocktail, ofwel een niet-alcoholische cocktail, gemaakt met gemberbier, grenadine en sinaasappelsap, versierd met een maraschinokers.  In plaats van gemberbier wordt vaak 7-Up of Sprite gebruikt en dikwijls wordt zelfs het sinaasappelsap niet gebruikt. Het wordt veel gemaakt voor kinderen die dan ook, samen met de volwassenen, een cocktail kunnen drinken. 
De drank werd uitgevonden door een barman van Chasen's restaurant in Beverly Hills. Het werd vernoemd naar het beroemde kindsterretje Shirley Temple, dat het restaurant regelmatig bezocht. Ze was te jong om alcohol te drinken zoals de volwassen filmsterren en zo kon ze toch nog op feestjes verschijnen met een cocktail.

## Recept
10 cl gemberbier (bijv. Canada Dry),
3 cl grenadine,
een Maraschinokers.